# Hemina
Hemina (Del lat. hemīna, y este del gr. ἡμίνα hēmína) o emina, antigua medida de volumen que se usó en varias provincias de Castilla y de León. Se documenta en la regla monástica femenina, transcrita en el año 976 para ser observada en el monasterio de las Santas Nunilo y Alodia, cerca de Nájera, que permitía a las monjas que bebieran la tercera parte de una emina, ración marcada por San Benito para los monasterios masculinos.

El jurista Antonio Vallecillo cita un documento de Lara, en la provincia de Burgos, en el que ya se menciona: "Qui hereditarius fuerit de Lara, aut in suas aldeas, et inde vicino, pechet anuda in cada uno anno, una emina de trigo, et alia de cebada, et duas ferradas de vino; et si usque ad calendas ianuarias non pignoraverint pro cas, sint solute. Et qui caballun habuerit non peche anuda".

## Medida de volumen de líquidos
En el diccionario RAE aparece como primera acepción de esta palabra: Medida antigua para líquidos, equivalente a medio sextario. Luego esta medida, como volumen para líquidos, sería equivalente, más o menos a 0,27 L. Y a ella debe referirse el párrafo que encabeza este artículo.

## Medida de volumen de áridos
La hemina como una unidad de volumen de áridos, usada antiguamente en León (España) y otras provincias (Zamora, Burgos, La Rioja y Valladolid), como hemos visto, principalmente para el trigo.
Equivale a 16 litros, o 5 celemines.
Esta es aproximadamente la cantidad de trigo que se puede cosechar en una hemina superficial tanto de regadío como de secano.

## Medida de superficie agrícola
La hemina también es una medida de superficie agrícola. El porqué de esta relación se debe a que antiguamente se hacía una equivalencia entre la superficie de la tierra de cultivo con la cantidad de grano que se requería para sembrar esa superficie. Es por ello que según la zona la equivalencia era distinta, es decir unas tierras eran más fértiles que otras y precisaban sementeras diferentes.
En zonas rurales aún se sigue usando esta medida para comprar y vender tierras.
- Una hemina de secano equivalía a 110x110 (12.100) pies cuadrados, o sea, 939,41 m²
- Una hemina de regadío equivalía a 90x90 (8.100) pies cuadrados, o sea, 628,88 m²

Según la Real Orden del 9 de diciembre de 1852 publicada en la Gaceta de Madrid el 28 de diciembre de 1852 las equivalencias son las siguientes:
- Hemina de secano: 939,4133 m² o 1344 4/9 varas cuadradas
- Hemina de regadío: 626,2238 m² o 896 2/9 varas cuadradas

## Actualidad
El pueblo ha "aproximado" estas medidas al sistema métrico decimal de modo que en León y otras provincias se llama hemina, en la actualidad, a la décima parte de una hectárea (1000 m²), un valor muy próximo a la tradicional hemina de secano.
Actualmente, una bodega de la Ribera del Duero y un Centro de Interpretación Vitivinícola, en Valbuena de Duero, llevan este nombre estilizado sin hache.